# Artur Sirk

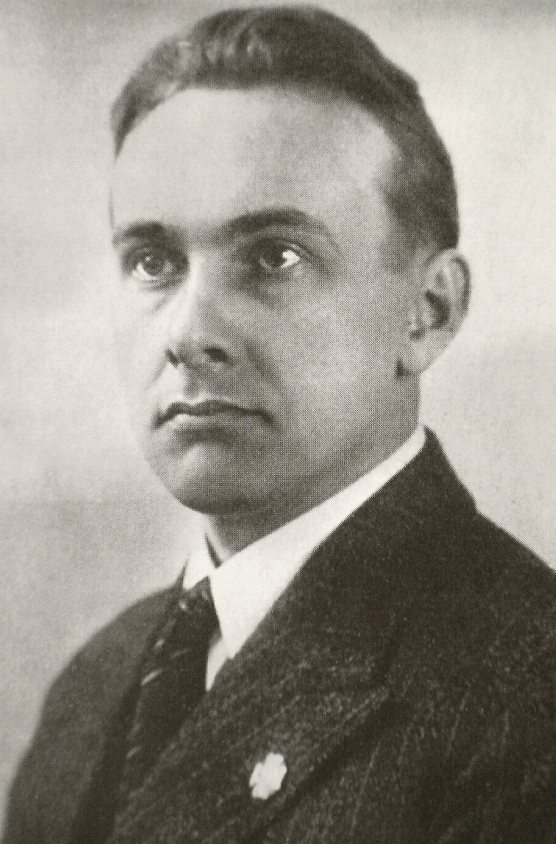
Artur Sirk (1933)

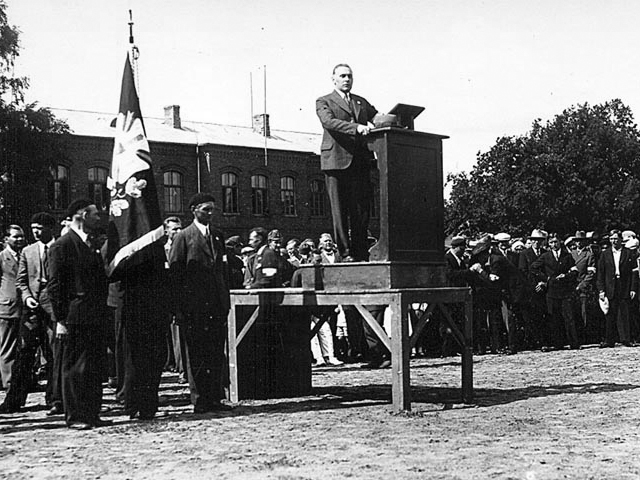
Artur Sirk spricht in Pärnu zum Estnischen Bund der Freiheitskämpfer

Artur Sirk (* 25. September 1900 in Lehtse bei Tapa, Gouvernement Estland; † 2. August 1937 in Echternach, Luxemburg) war ein estnischer Politiker und Militär.
Sirk kam aus dem ländlichen Kreis Järva. Als Soldat nahm er am Estnischen Freiheitskrieg teil. Er blieb bis 1926 Soldat und wurde dann Rechtsanwalt in Tallinn. 1929 gründete er eine Interessenvertretung ehemaliger Soldaten, aus der der Estnische Bund der Freiheitskämpfer hervorging. Seine Rede auf einer Zusammenkunft dieser Organisation 1932 bereitete den Weg für eine Umwandlung zu einer politischen Partei, die über ein Referendum ein präsidentielles Regierungssystem und damit einen autoritären Staat anstrebte. Die Gruppe stand nach erfolgreichen Kommunalwahlen 1933 kurz vor der Machtübernahme, wurde aber am 12. März 1934 durch Verhängung des Ausnahmezustandes von Konstantin Päts verboten. Sirk wurde inhaftiert, konnte aber im November 1934 aus der Haft entkommen und sich nach Finnland absetzen. Nach einem erneuten Putschversuch seiner Freiheitskämpferorganisation in Estland im Dezember 1935 konnte er nach Schweden entkommen. Nach Aufenthalten in England und den Niederlanden ließ er sich 1937 in Luxemburg nieder. Die Rückkehr nach Estland war ihm wegen zweier gescheiterter Umsturzversuche seiner Bewegung 1934 und 1935 verwehrt.
Sirk starb nach einem Sturz aus dem Fenster eines Hotels in Echternach. Estnische Historiker, darunter Pusta und Tomingas beschuldigten Agenten der Regierung Päts der Defenestration, obwohl die örtliche Polizei in Luxemburg von einem Selbstmord ausging. Der Historiker Rein Marandi vermutet, Sirk habe aus dem Fenster flüchten wollen.
Begraben ist Sirk auf dem Friedhof Hietaniemi in Helsinki.